# ليون لافي
ليون لافي (بالإنجليزية: Leon Levy)‏ هو مصرفي أمريكي، ولد في 13 سبتمبر 1925 في مانهاتن في الولايات المتحدة، وتوفي بنفس المكان في 6 أبريل 2003.